# Al-Hawamidiyya
al-Hawamidiyya (arabiska الحوامدية, al-Hawāmidīyah) är en stad i Egypten och är en av de största städerna i guvernementet Giza. Folkmängden uppgår till cirka 140 000 invånare.